# Centrální provincie (Šalomounovy ostrovy)
Centrální provincie je jednou z provincií Šalomounových ostrovů. Skládá se ze souostroví Russell Islands, Nggela Islands (Florida Islands) a ostrova Savo Island. Na rozloze 615 km2 žije přes 26 051 obyvatel (2009). Provinciálním hlavním městem je Tulagi.

## Členění
Centrální provincie je rozdělena do následujících okrsků (v závorce počet obyvatel):
- Centrální provincie (26,051)
  - Sandfly/Buenavista (3,226)
  - West Gela (2,220)
  - East Gela (2,026)
  - Tulagi (1,251)
  - South West Gela (2,586)
  - South East Gela (1,662)
  - North East Gela (2,118)
  - North West Gela (1,722)
  - Banika (2,019)
  - Pavuvu (1,956)
  - Lovukol (2,128)
  - North Savo (1,520)
  - South Savo (1,617)

## Ostrovy a sídla
- Aeaun
- Mbanika - Yandina
- Nggela Islands
- Russell Islands
- Savo - Kusini, Reko
- Tulagi - Tulagi